# Аутбридинг
Аутбридинг — один из методов разведения, представляющий собой, в отличие от инбридинга, неродственное скрещивание.
Это — относительно простой и надёжный метод разведения, так как от поколения к поколению ожидается получение стабильных по продуктивности потомков, то есть нет рекомбинантных потерь из-за провалов в уровне продуктивности.
Аутбридинг — наиболее часто применяемый метод разведения у всех видов животных и во всех породах. Его применение было предпосылкой для создания примерно в 1850 году современных пород сельскохозяйственных животных из разнообразия местных пород, наряду с использованием таких методов разведения, как прилитие крови, поглощение и комбинирование для достижения этими породами сегодняшнего уровня продуктивности. Одновременно с началом использования чистопородного разведения стали образовываться племенные объединения заводчиков, и началось ведение племенных книг, называемые также «студбуки», в которых систематически описываются животные одной популяции. Поэтому аутбридинг в практическом животноводстве называют также разведение по племенной книге.
У небольшого количества пород племенные книги закрыты (например: английская чистокровная верховая, исландская лошадь). Это означает, что в племенную книгу могут быть записаны только те животные, родители которых занесены в соответствующую породе племенную книгу. Такая экстремальная форма чистопородности не применяется у других видов животных.